# 中野吏深
中野 吏深（なかの りみ、1982年9月25日 - ）は、日本の女優、元レースクイーンである。2009年9月までの芸名は中野 小百合（なかの さゆり）。

## 人物
- 京都府城陽市出身。
- フレッシュプロモーション所属。
- 趣味はボウリング、ビリヤード、特技は水泳、書道、サックス。
- チャームポイントを「おしり」と公言しているように、決めポーズはバックショットが多く、以前のブログのタイトル（さゆみんのぷりけつ倶楽部）もチャームポイントに由来する。

## 活動履歴
- 2005年 SUPER GT TOTAL BENEFITレースクイーン
- 2006年 芸能人女子フットサルチーム「Team Good（現ZENT sweeties）」に参加、背番号1、ポジションはゴレイロ
- 2006年 SUPER GT ARKTECHレースクイーン
- 2006年 Vシネマ「真田くノ一忍法伝 かすみ 武蔵！ 奥義開眼」（魔風役）
- 2007年 SUPER GT CUSCOサーキットレディ
- 2007年 スーパー耐久 チームアートテイスト レースクイーン
- 2007年 TBS ドラマ「暖流」（横田看護師役）
- 2007年 バルドラール浦安マスコットガール「フェリス」
- 2008年 トータルベネフィットを退所、それに伴いTeam sunny-side up、フェリスとしての活動終了
- 2008年 Vシネマ「グラドルバトル ワンダーペアVSアイアンスパイダー」（ビューティー池田役）

## DVD

### イメージ
- PURE QUEEN レースクイーンの女神たち2005（2005年10月 マジカル MADS-00032）
- RACE QUEEN SCRAMBLE 2」レースクイーンの女神たち2005（2005年10月 マジカル MADS-00036）
- やっちゃった〜!（2008年6月 BOOT YBOOT-37）
- Heavenly Gate 01（2009年5月、オルスタックピクチャーズ）
- Legs Queen No.9 中野小百合（2012年12月、スタジオデュオ）

### Vシネマ
- 真田くノ一忍法伝 かすみ 武蔵! 奥義開眼（2006年10月 ティーエムシー DJM-011）
- グラドルバトル ワンダーペアVSアイアンスパイダー（2008年11月 ZENピクチャーズ AZGB-02）